# Jill of the Jungle
Jill of the Jungle is een trilogie van platformspellen, die Epic MegaGames in 1991 uitbracht. Ze was bedoeld om te concurreren met andere sharewarebedrijven als id Software en Apogee. De drie spellen heten:
- Jill of the Jungle
- Jill Goes Underground
- Jill Saves the Prince

## Gameplay
Jill of the Jungle is een platformspel dat uitkwam in dezelfde periode als de Commander Keen- en Duke Nukem-series. De speler speelt een Amazone die diverse wapens en verbeteringen (zoals een extra hoge sprong) kan gebruiken. In de levels moeten monsters verslagen en sleutels gevonden worden. Het eerste spel bevatte zestien levels in een overkoepelende wereld. De overige delen hadden opeenvolgende levels zonder wereld. Het spel heeft geen eindbazen.
Er waren diverse puzzels, waarin onder andere sleutels gevonden en getransformeerd moesten worden in andere wezens. De spellen gebruiken dezelfde graphics en geluiden, behalve dat Jills kostuum in elk spel een andere kleur heeft (groen, rood, en blauw).
Tussen de levels in de sharewareversie kwamen schertsende teksten in beeld die andere spelpersonages zoals Mario, Commander Keen en Duke Nukem belachelijk maakten. Deze teksten beschreven meestal dat ze met pensioen gingen, waarbij de indruk werd gewekt dat ze de competitie met Jill niet aankonden.
Jill of the Jungle zorgde voor erkenning van Epic en voor genoeg geld om verdere spellen te produceren, zoals Jazz Jackrabbit, One Must Fall: 2097, en de Unreal-serie. Het spel Xargon, een later spel van Epic, is gebouwd op de engine van Jill.

## Onesimus
De engine van Jill Saves the Prince werd gebruikt door ArK Multimedia Publishing om een christelijk computerspel te maken genaamd Onesimus: A Quest for Freedom — ook wel Escape From Rome. De meeste graphics werden hergebruikt. In dit spel was de hoofdpersoon een slaaf van Philemon die naar Rome was gereisd om de apostel Paulus te vinden en zo echte vrijheid als christen te vinden. Hoewel Jill Saves the Prince (samen met de rest van de trilogie) eerder lijkt ontwikkeld, komen er verwijzingen naar Onesimus voor in levelcodes van Jill. De aftiteling van Onesimus bevat een dankwoord naar Epic MegaGames, wat suggereert dat het tijdens of direct na Jill 3 werd ontwikkeld.